# Ryczowski Mikroregion Skałkowy

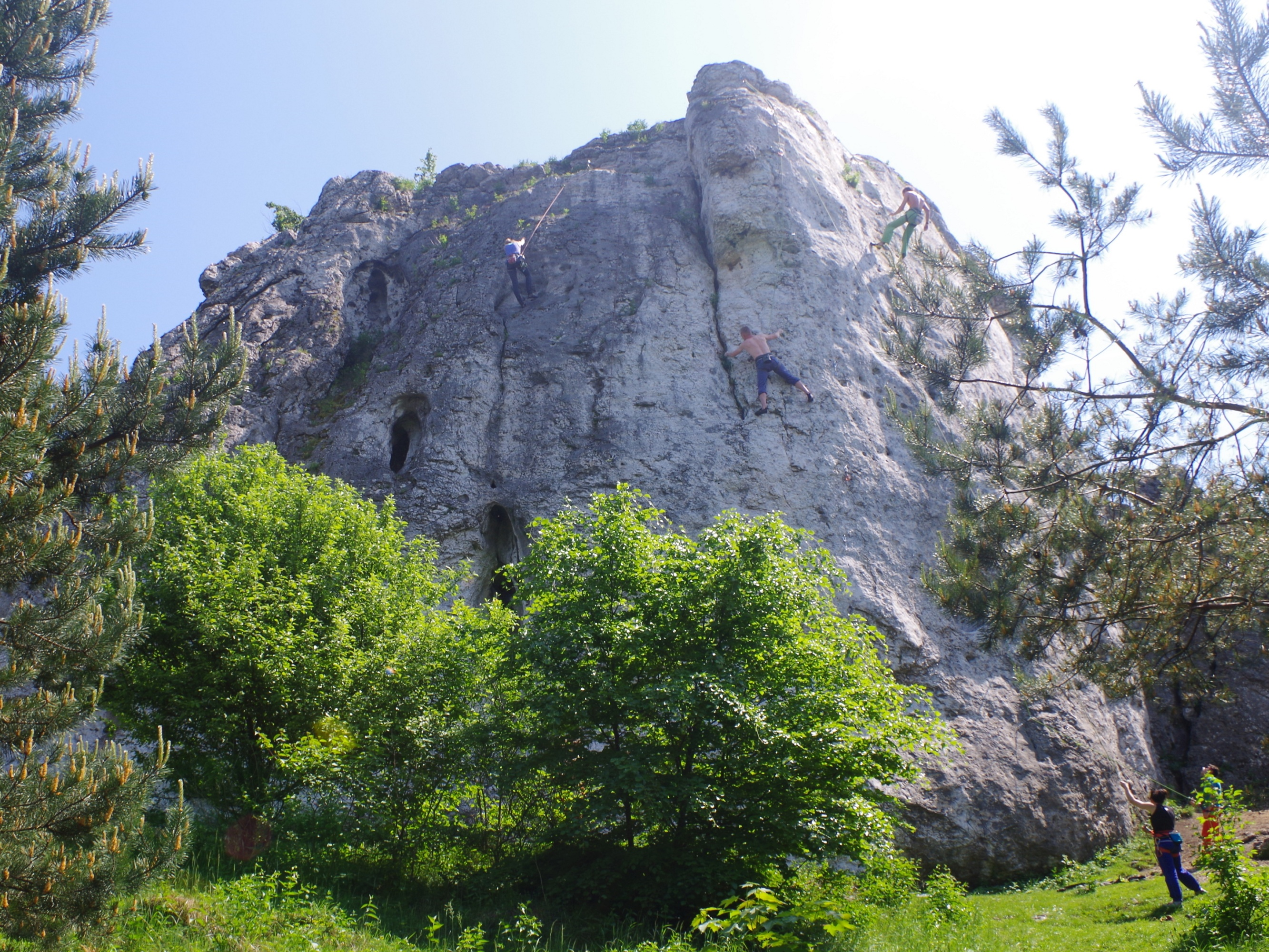
Wspinaczka na Grochowcu Wielkim

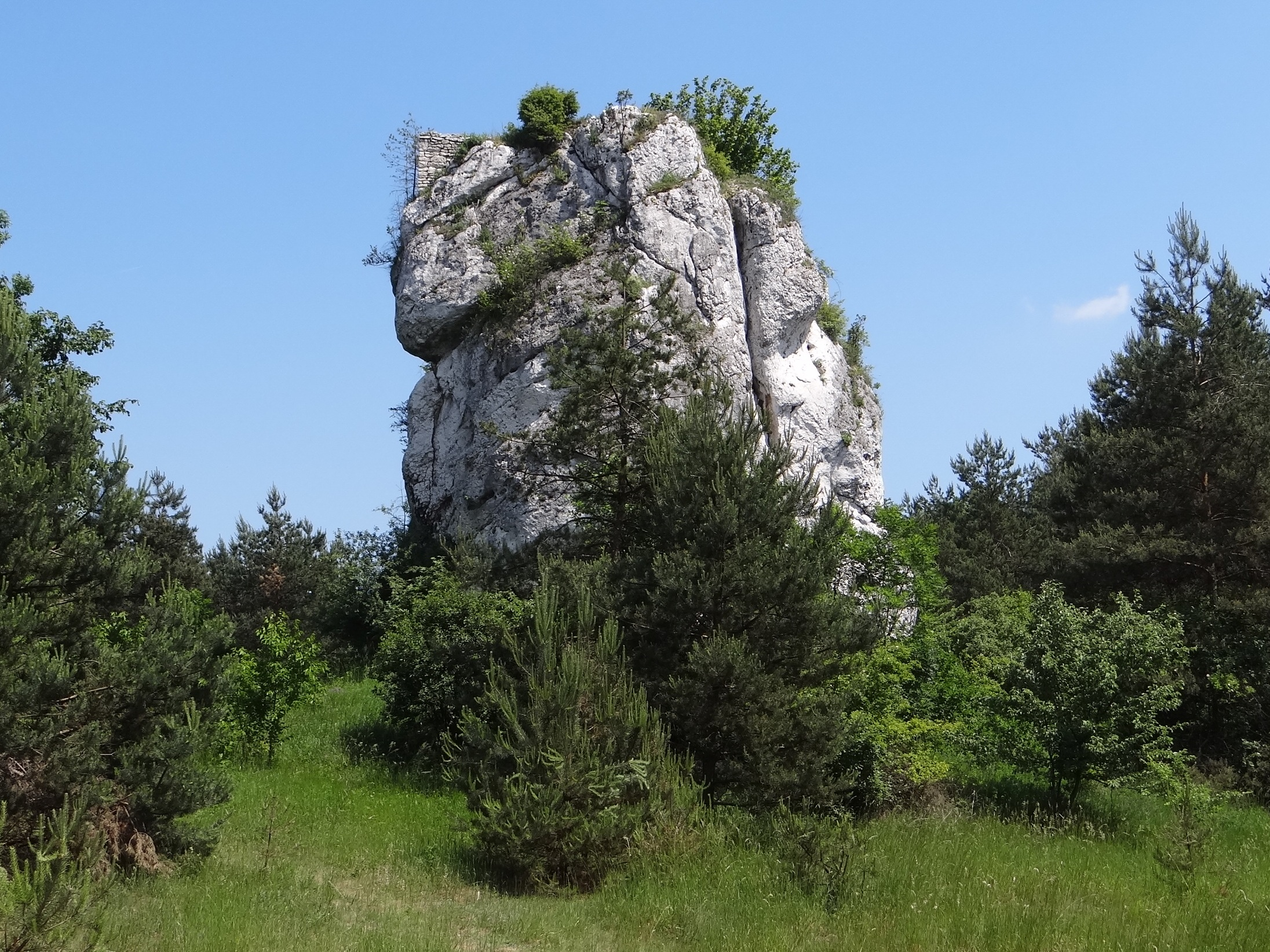
Strażnica

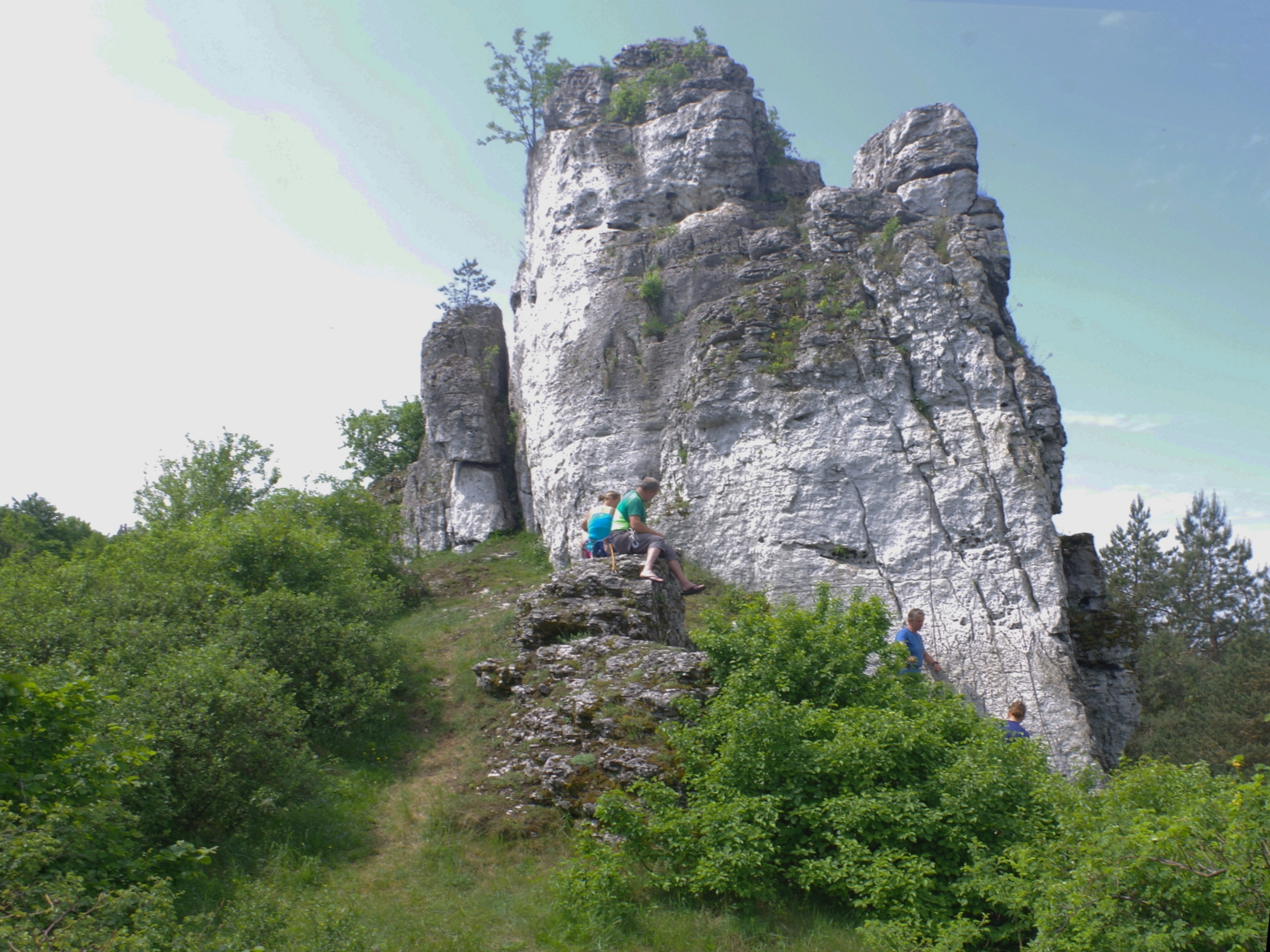
Weselna

Ryczowski Mikroregion Skałkowy – popularne określenie regionu występowania wapiennych skał w miejscowościach Ryczów i Żelazko w województwie śląskim, w powiecie zawierciańskim, w gminie Ogrodzieniec. Jest to bogaty w wapienne ostańce region ciągnący się od miejscowości Złożeniec na wschodzie po miejscowość Rodaki na zachodzie. Pod względem geograficznym znajduje się w Paśmie Smoleńsko-Niegowonickim na Wyżynie Częstochowskiej.
Liczne ze skał Ryczowskiego Mikroregionu Skałkowego są popularnym terenem wspinaczkowym wspinaczy skalnych, którzy wyróżniają wśród nich następujące grupy skalne i skały:
- Wielki Grochowiec: Słoń, Nosorożec i Tapir,
- Pancernik,
- Straszykowe Skały: Skała pod Słupem, Felin, Fircyk, Skrzynia, Weselna, Dupinek, Kominowa
- Bazelowa, Industrialna i Brzuchacka Skała,
- Cisownik: Cisownik Pierwszy, Cisownik Drugi, Mały Mur i Wuj
- Długa Skała z Półką,
- Kosia Skała,
- Niwień,
- Szczebel,
- Strażnica,
- Dupnica,
- Ząbczysko
- Zwierzyniec,
- Świniuszka: Półtusze, Kopytko, Retro Ścianka,
- Rodaki: Grabowa

Oprócz tych skał będących obiektem wspinaczki skalnej w Ryczowskim Mikroregionie Skałkowym występuje jeszcze wiele innych wapiennych skalnych ostańców, ścian i drobniejszych skałek: Firkowa Skała, Skała w Ryczowie, Łysa Pałka, Czubatka, Kaczmarkowa Skała, Kartynowa Skała, skałki na Księdza Górze, Babiej Górze, Sołtysa Górze, Górze Dębowej, Bednarce, Pańskim Kierzu, Felinkowej, Bolkowej, Ruskiej Górze (481 m), Ruskiej Górze (437 m), Wąwozie Ruska, Skałkach.
W Ryczowskim Mikroregionie Skałkowym znajduje się jeden obszar prawnie chroniony – rezerwat przyrody Ruskie Góry. Znajdują się w nim liczne, ukryte wśród drzew skałki i ściany skalne. Na terenie rezerwatu obowiązuje zakaz wspinaczki.